# Markinhos e Dollores
Markinhos e Dollores foi uma dupla de MCs da favela da Rocinha, no Rio de Janeiro. Em 1994, foram um dos primeiros funkeiros a fazer sucesso em todo o Brasil com o "Rap da Diferença" – sobre a diferença entre o charme e o funk, dois ritmos de grande sucesso na década de 1990 nas favelas cariocas. Marcos Ribeiro Chaves (MC Markinhos) e Aldenir Francisco dos Santos (MC Dollores) participaram de diversos programas na TV, como Xuxa Park, Vídeo Show e Casseta & Planeta, na Rede Globo, e a Furacão 2000, na CNT. Em fevereiro de 2009, relatou-se o desaparecimento de Markinhos na Rocinha, caso que ainda não foi solucionado.

## Discografia
| Título          | Detalhes do álbum                                     |
| --------------- | ----------------------------------------------------- |
| Mania de Dançar | - Lançamento: 1995 - Gravadora: Afegan - Formatos: CD |